# パゴダ平和記念塔

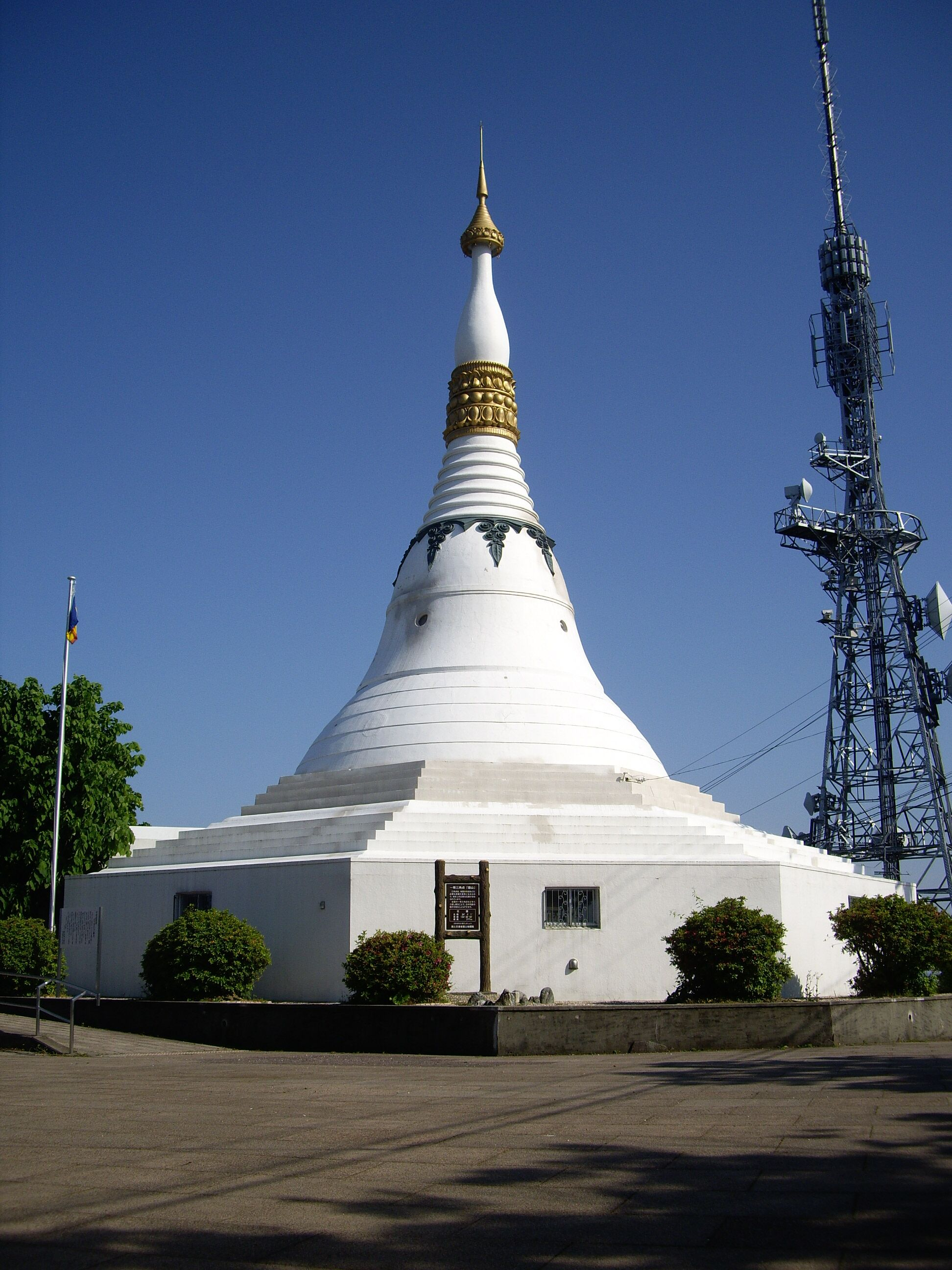
全景

パゴダ平和記念塔（パゴダへいわきねんとう）は、徳島県徳島市眉山町の眉山公園内にある第二次世界大戦時の戦死者慰霊のために建立された記念塔。

## 概要
1958年（昭和33年）に県ビルマ会が第二次世界大戦で戦没した多くの戦友たちの霊を慰めるために建てたもので、当時の資料を展示している。
ミャンマー（旧ビルマ）の首都ヤンゴン（旧ラングーン）にあるシュエダゴン・パゴダの形を参考に建設され、ビルマ(当時)から贈られた仏舎利が納められている。市内各所からその姿を眺めることができる。

## 基礎データ
- 開館時間 9:30 - 17:00（10月・2月は9:30 - 16:00）
- 休館日 月曜日 - 金曜日

## 交通
- JR徳島駅から徒歩10分、阿波おどり会館5Fの眉山ロープウェイで6分、眉山山頂下車すぐ

## 周辺
- モラエス館